# Davaasüjiin Otgontsetseg
Davaasüjiin Otgontsetseg (mongol: Даваасүхийн Отгонцэцэг; Darkhan, 26 de setembre de 1990), és una lluitadora mongola de lluita lliure. Va participar en els Jocs Olímpics de Londres 2012 aconseguint un 9è lloc en la categoria de 48 kg. Va competir en sis campionats mundials. Va aconseguir una medalla de plata el 2011. Va guanyar tres medalles a Campionats Asiàtics, d'or el 2016. Tres vegades va representar al seu país en la Copa del Món, en 2012 classificant-se en la primera posició. Terecera en el Campionat Mundial de Juniors de l'any 2009 i 2010.